# Brendan Loughnane
Brendan Loughnane (ur. 5 grudnia 1989 w Manchesterze) – angielski zawodnik MMA walczący w kategorii piórkowej i lekkiej. Od 2019 roku jest zawodnikiem PFL, w której w 2022 roku zwyciężył w turnieju wagi piórkowej. Podczas swojej kariery walczył dla  takich organizacji jak: ACA, Celtic Gladiator oraz UFC.

## Życiorys
Urodzony w Manchesterze, Loughnane wychowywał się w dzielnicy Withington. 
W młodości uczęszczał do The Barlow RC High School w Didsbury jako energiczny, wysportowany i kochający piłkę nożną nastolatek. Loughnane dorastał wokół sportu, grając w piłkę nożną na poziomie juniorskim w klubie Stockport County FC. 
Mieszkał także blisko Jessego Lingarda, z którym miał kontakt. 
Jeden z jego sąsiadów zapoznał go z mieszanymi sztukami walki (MMA) i zabrał go na pierwszy trening. 
Brendan szybko zakochał się w tym sporcie i już po trzech miesiącach treningu stoczył swoją pierwszą amatorską walkę w wieku 18 lat. Był zachwycony, że za tę walkę zarobił 150 funtów i wygraną świętował z przyjaciółmi w lokalnym kasynie. Zanim przeszedł na zawodowstwo w 2010 roku stoczył pierwszych pięć walk amatorskich. 
Chociaż niedawno ukończył studia z inżynierii mechanicznej w North Trafford College, zdecydował się kontynuować karierę w MMA. Do treningów Brendan wykorzystał klatkę piłkarską, jako prowizoryczną salę gimnastyczną.

## Osiągnięcia

### Mieszane sztuki walki:
- 2013-2016: Mistrz Full Contact Contender w wadze lekkiej
- 2018: Tymczasowy mistrz Celtic Gladiator w wadze piórkowej
- 2022: Zwycięzca turnieju PFL w wadze piórkowej[12]
- 2024: Finalista turnieju PFL w wadze piórkowej[13]

## Lista zawodowych walk w MMA
| Wynik     | Rekord | Przeciwnik (bilans przed walką) | Rozstrzygnięcie                          | Runda | Czas | Rozgrywki                                  | Data       | Miejsce       | Uwagi |
| --------- | ------ | ------------------------------- | ---------------------------------------- | ----- | ---- | ------------------------------------------ | ---------- | ------------- | --- |
| Przegrana | 30-6   | Timur Chizriew (17-0)           | Decyzja (jednogłośna)                    | 5     | 5:00 | PFL 10: 2024 PFL World Championship        | 29.11.2024 | Rijad         | Finał turnieju PFL 2024 w wadze piórkowej |
| Wygrana   | 30-5   | Kai Kamaka III (14-5-1)         | Decyzja (niejednogłośna)                 | 3     | 5:00 | PFL 9: 2024 Playoffs                       | 23.08.2024 | Waszyngton    | Półfinał turnieju PFL 2024 w wadze piórkowej. Main Event |
| Wygrana   | 29-5   | Justin Gonzales (14-4)          | TKO (przerwanie przez lekarza)           | 2     | 3:34 | PFL 6: 2024 Regular Season                 | 19.04.2024 | Sioux Falls   | Playoffy sezonu regularnego turnieju PFL 2024 w wadze piórkowej. Main Event                                                                                       |
| Wygrana   | 28-5   | Pedro Carvalho (13-8)           | TKO (ciosy pięściami w parterze)         | 3     | 5:00 | PFL 3: 2024 Regular Season                 | 19.04.2024 | Chicago       | Playoffy sezonu regularnego turnieju PFL 2024 w wadze piórkowej. co-Main Event                                                                                    |
| Przegrana | 27-5   | Jesus Pinedo (20-6-1)           | KO (kolano i ciosy pięściami)            | 1     | 1:34 | PFL 4: 2023 Regular Season                 | 08.06.2023 | Atlanta       | Playoffy sezonu regularnego turnieju PFL 2023 w wadze piórkowej                                                                                                   |
| Wygrana   | 27-4   | Marlon Moraes (23-11-1)         | TKO (niskie kopnięcia)                   | 2     | 1:11 | PFL 1: 2023 Regular Season                 | 01.04.2023 | Las Vegas     | Playoffy sezonu regularnego turnieju PFL 2023 w wadze piórkowej                                                                                                   |
| Wygrana   | 26-4   | Bubba Jenkins (19-5)            | TKO (prawy prosty i kolano)              | 4     | 2:38 | PFL 10: 2022 Championships                 | 25.11.2022 | Nowy Jork     | Zwyciężył turniej PFL 2022 w wadze piórkowej |
| Wygrana   | 25-4   | Chris Wade (22-7)               | Decyzja (jednogłośna)                    | 3     | 5:00 | PFL 9: 2022 Playoffs                       | 20.08.2022 | Londyn        | Półfinał turnieju PFL 2022 w wadze piórkowej |
| Wygrana   | 24-4   | Ago Huskić (8-4)                | Decyzja (jednogłośna)                    | 3     | 5:00 | PFL 5: 2022 Regular Season                 | 24.06.2022 | Atlanta       | Playoffy sezonu regularnego turnieju PFL 2022 w wadze piórkowej                                                                                                   |
| Wygrana   | 23-4   | Ryoji Kudo (10-2-1)             | Techniczna decyzja (jednogłośna)         | 3     | 3:00 | PFL 2: 2022 Regular Season                 | 21.04.2022 | Arlington     | Playoffy sezonu regularnego turnieju PFL 2022 w wadze piórkowej. Przypadkowe zderzenie głowi spowodowało rozcięcie u Kudo i uniemożliwiło mu kontynuowanie walki. |
| Przegrana | 22-4   | Movlid Khaybulaev (17-0-1)      | Decyzja (niejednogłośna)                 | 3     | 5:00 | PFL 2021 #9: Playoffs                      | 27.08.2021 | Hollywood     | Półfinał turnieju PFL 2021 w wadze piórkowej |
| Wygrana   | 22-3   | Tyler Diamond (12-1)            | Decyzja (większościowa)                  | 3     | 5:00 | PFL 2021 #4: Regular Season                | 10.06.2021 | Atlantic City | Playoffy sezonu regularnego turnieju PFL 2021 w wadze piórkowej                                                                                                   |
| Wygrana   | 21-3   | Sheymon Moraes (11-4)           | TKO (ciosy pięściami)                    | 1     | 2:05 | PFL 2021 #1: Regular Season                | 23.04.2021 | Atlantic City | Playoffy sezonu regularnego turnieju PFL 2021 w wadze piórkowej                                                                                                   |
| Wygrana   | 20-3   | David Valente (11-4)            | Decyzja (jednogłośna)                    | 3     | 5:00 | PFL 2019 #10: Championships                | 31.12.2019 | Nowy Jork     | |
| Wygrana   | 19-3   | Matt Wagy (13-6)                | Decyzja (jednogłośna)                    | 3     | 5:00 | PFL 2019 #7: Playoffs                      | 11.10.2019 | Las Vegas     | Debiut w PFL |
| Wygrana   | 18-3   | Bill Algeo (12-3)               | Decyzja (jednogłośna)                    | 3     | 5:00 | Dana White's Contender Series 2019: Week 1 | 18.06.2019 | Las Vegas     | Pojedynek o kontrakt z UFC. |
| Wygrana   | 17-3   | Amaury Junior (12-8)            | TKO (niskie kopnięcia)                   | 2     | 0:44 | Celtic Gladiator 22                        | 30.11.2018 | Manchester    | Zdobył tymczasowy pas mistrzowski Celtic Gladiator w wadze piórkowej                                                                                              |
| Wygrana   | 16-3   | Paata Tsxapelia (11-1)          | KO (wysokie kopnięcie na głowę)          | 3     | 3:40 | ACB 75                                     | 25.11.2017 | Stuttgart     | |
| Przegrana | 15-3   | Pat Healy (29-20)               | Decyzja (niejednogłośna)                 | 3     | 5:00 | ACB 65                                     | 22.07.2017 | Sheffield     | |
| Wygrana   | 15-2   | Mike Wilkinson (9-3)            | KO (kolana)                              | 1     | 2:30 | ACB 54: Supersonic                         | 11.03.2017 | Manchester    | Debiut w ACA. Bonus za występ wieczoru |
| Wygrana   | 14-2   | Paul Cook (15-6-1)              | TKO (ciosy pięściami)                    | 3     | 3:16 | Tankō FC 2                                 | 03.12.2016 | Manchester    | |
| Wygrana   | 13-2   | Eden Newton (6-4)               | TKO (łokcie)                             | 2     | 4:07 | Tankō FC 1                                 | 13.08.2016 | Manchester    | |
| Wygrana   | 12-2   | David Lee (12-9)                | TKO (ciosy pięściami)                    | 1     | 1:31 | Full Contact Contender 15                  | 05.03.2016 | Bolton        | Obronił pas mistrzowski Full Contact Contender w wadze lekkiej |
| Przegrana | 11-2   | Tom Duquesnoy (10-1. 1 NC)      | Decyzja (niejednogłośna)                 | 3     | 5:00 | BAMMA 22                                   | 19.09.2015 | Dublin        | Pojedynek o pas mistrzowski BAMMA w wadze piórkowej |
| Wygrana   | 11-1   | Steve Polifonte (11-3)          | Decyzja (niejednogłośna)                 | 3     | 5:00 | BAMMA 19                                   | 28.03.2015 | Blackpool     | |
| Wygrana   | 10-1   | Florian Rousseau (5-2)          | TKO (ciosy pięściami)                    | 1     | 1:48 | BAMMA 17                                   | 06.12.2014 | Manchester    | Debiut w BAMMA oraz kategorii piórkowej |
| Wygrana   | 9-1    | Ali Maclean (13-7-1)            | TKO (ciosy pięściami)                    | 2     | 0:55 | Full Contact Contender 11                  | 18.10.2014 | Bolton        | Obronił pas mistrzowski Full Contact Contender w wadze lekkiej |
| Wygrana   | 8-1    | Jason Cooledge (10-5)           | Decyzja (jednogłośna)                    | 3     | 5:00 | Full Contact Contender 9                   | 22.03.2014 | Bolton        | Obronił pas mistrzowski Full Contact Contender w wadze lekkiej |
| Wygrana   | 7-1    | Tim Close (7-3)                 | Decyzja (jednogłośna)                    | 3     | 5:00 | Full Contact Contender 7                   | 07.09.2013 | Bolton        | Zdobył pas mistrzowski Full Contact Contender w wadze lekkiej |
| Przegrana | 6-1    | Mike Wilkinson (7-0)            | Decyzja (jednogłośna)                    | 3     | 5:00 | UFC on FX 6: Sotiropoulos vs. Pearson      | 15.12.2012 | Gold Coast    | Debiut w UFC. |
| Wygrana   | 6-0    | Danny Welsh (4-18)              | Poddanie (duszenie zza pleców)           | 1     | 1:36 | UCC 11                                     | 27.04.2012 | Manchester    | |
| Wygrana   | 5-0    | Jordan Miller (4-9)             | Decyzja (jednogłośna)                    | 3     | 5:00 | UFA 1                                      | 02.10.2011 | Knutsford     | |
| Wygrana   | 4-0    | Dave Straughton (0-2)           | TKO (poddanie na skutek nadmiaru ciosów) | 1     | 0:51 | Cage Conflict 8                            | 25.02.2011 | Blackburn     | |
| Wygrana   | 3-0    | Shaun Law (0-1)                 | TKO (przerwanie przez narożnik)          | 1     | 1:01 | UCC 3                                      | 17.09.2010 | Blackpool     | |
| Wygrana   | 2-0    | Manos Skoulas (0-0)             | TKO (ciosy pięściami)                    | 1     | N/A  | Greece Regional Show                       | 03.07.2010 | Malia         | |
| Wygrana   | 1-0    | Jordan Desborough (2-0)         | TKO (ciosy pięściami)                    | 2     | 1:18 | X-Treme Kombat 2                           | 26.06.2010 | Ulverston     | Debiut w zawodowym MMA |